# آرامائیس سارگسیان (هنرپیشه)
آرامائیس بابکنی سارگسیان (ارمنی: Արամայիս Բաբկենի Սարգսյան زاده ۱۷ مهٔ ۱۹۴۷) یک بازیگر و کارگردان اهل ارمنستان است. وی از سال ۱۹۷۸ میلادی تاکنون مشغول فعالیت بوده است.

## زندگی‌نامه
وی در ۱۷ مه ۱۹۴۷ در کیروواکان به دنیا آمد و از دانشگاه دولتی ایروان، دانشگاه دولتی زبان‌شناسی مسکو (۱۹۷۱) و انستیتو دولتی هنری و نمایشی ایروان فارغ‌التحصیل شد. وی در تئاتر دراماتیک آبلیان وانادزور فعالیت می‌کرد. وی همچنین برندهٔ جوایزی همچون مدال طلای وزارت فرهنگ جمهوری ارمنستان (۲۰۱۷) و چهره هنری شایسته جمهوری ارمنستان (۲۰۰۹) شده است.

## بخشی از فیلمشناسی
از فیلم‌ها یا برنامه‌های تلویزیونی که وی در آن نقش داشته است می‌توان به آثار زیر اشاره کرد.
- ستاره امید (۱۹۷۸)

## یادداشت
1. ↑  Մոսկվայի պետական լեզվաբանական համալսարան
2. ↑  hy:Վանաձորի դրամատիկական թատրոն